# Semita (pan)
Cemita (más comúnmente en México) o semita (más común en los demás países) se refiere a una multitud de preparaciones de pan salado o dulce que se elaboran tradicionalmente en varios lugares de Hispanoamérica. Tiene su origen en la panadería española, donde sin embargo parece no tener más tradición, y en época colonial se extendió por el continente americano junto con la introducción del trigo.  
Actualmente, «semita» significa en cada país una cosa sorprendentemente distinta. Por ejemplo, en México son un pan blanco, generalmente de sal pero a veces de dulce, decorado con ajonjolí, que se rellena de varios ingredientes para elaborar tortas, particularmente en Puebla. En cambio, la cemita en El Salvador es un pan dulce relleno de mermelada de piña, un tipo de repostería practicado desde la época colonial. En Guatemala, la semita es llamada alternativamente sheca y es dulce y anisada. En Guatemala, Honduras y Nicaragua, las semitas también son dulces, similares a una concha mexicana en miniatura. En algunas zonas de Argentina, la semita es un pan con grasa y chicharrón. También se ha reportado su producción histórica en Bolivia, Colombia, Ecuador, España y Perú. En Venezuela y Costa Rica se comen las «acemitas», aunque en el primero son un pastel, en el segundo son unas rosquillas. En Colombia y Venezuela se consumen las «acemas», un pan dulce redondo aromatizado con anís y papelón.

## Etimología
«Cemita», o su derivado «semita», proviene de la palabra acemite que ha sufrido una aféresis (pérdida de la vocal inicial). Es interesante ver el cambio de la terminación -ite a -ita y con ello la feminización del término: la acemita. De ahí la desaparición de la a-.  Por ello tampoco es raro que se le refieran simplemente como «cema», a pesar de no ser un diminutivo.
En la etimología popular, se le intenta buscar una relación con los pueblos semitas o semíticos (los árabes, los judíos y los etiópicos, entre otros), alegando que el pan sin levadura es típico de los judeo-españoles. Sin embargo, esta teoría no cuenta con apoyo entre los expertos lingüistas.

## Origen
La acemita está documentada, según Corominas, desde el siglo XV, en la Biblia medieval romanceada. En su sentido estricto, cuando se habla de pan acemita, azemita, semita o cemita se refiere a que su masa está elaborada con acemite. El acemite era, antiguamente, el nombre que se le daba a la mezcla de salvado (la cáscara del trigo) con un poco de harina de trigo (el grano en sí). Era una manera de abaratar el pan, ya que el salvado es el residuo que normalmente se desecha. A éste se le agrega una pequeña proporción de harina común para que pueda panificarse bien. 
Por lo tanto, los panes semitas eran en un inicio los panes que comía la gente pobre. Durante la época imperial, acemita, semita, cemita, etc. era aplicado genéricamente a preparaciones de pan hechos con esta mezcla de poco valor, dando lugar en cada país a una receta distinta. Ciertas recetas pasaron a formar parte de la cocina tradicional y se dejaron de usar harinas baratas, pero conservando su nombre. Otro pan de origen humilde es el pan bazo, hoy considerado uno de los más clásicos la panadería mexicana, y cuyo nombre hace justicia a ello (de pan basso, 'pan de baja clase').

## Por país

### Argentina

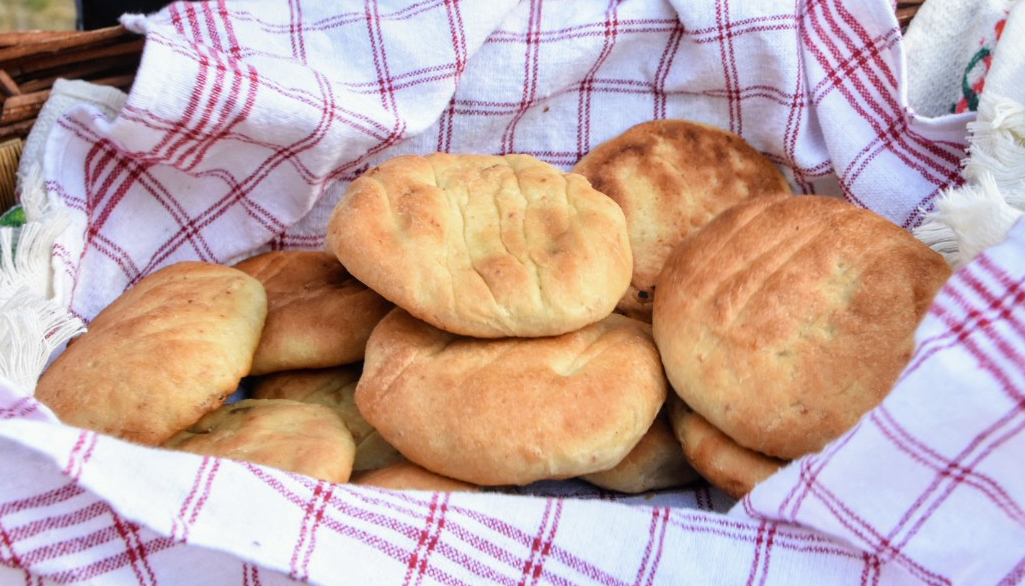
Semitas argentinas

En el occidente de Argentina (San Juan, Catamarca, La Rioja y Mendoza), la llamada «semita con chicharrón», también conocida como chipaco o simplemente semita, es una preparación que contiene harina, agua, sal, grasa de pella y por supuesto, chicharrones. Es un tradicional acompañamiento del mate en los hogares sanjuaninos.
En una publicación de la Legislación Argentina de 1953 se definieron legalmente las diferentes harinas, panes, sémolas y otros productos de panadería. La semita es definida así: «subproducto de la moltura, que proviene del último cilindro liso del molino, luego de retirada la harina aprovechable» (art. 795). Otro producto es el llamado «rebacilllo», que es «la mezcla del afrechillo y la semita».

### El Salvador

Semita salvadoreña

Las semitas salvadoreñas son pasteles dulces de masa de trigo y rellenos de conserva de frutas. El sabor clásico es la semita de piña. Otras son conserva de frutas tropicales como piña, guayaba, melocotón o mezclas dulces como dulce de leche y leche de burra. El Salvador algunas nuevas versiones han cambiado la mezcla de pan tradicional por hojaldre. 
Las semitas de El Salvador se clasifican en semitas altas y semitas bajas (también conocidas como semitas pachas), dependiendo de lo elevado que sea el pan. 

### Guatemala, Honduras y Nicaragua

Semitas hondureñas

En Guatemala, Honduras y Nicaragua, cemita es el nombre de un pan dulce caracterizado por llevar, encima, una bolita de la misma masa y que se adorna cubriéndolo con harina, lo que le da una apariencia blanquecina; tiene un sabor levemente ácido a causa de la levadura.

### México

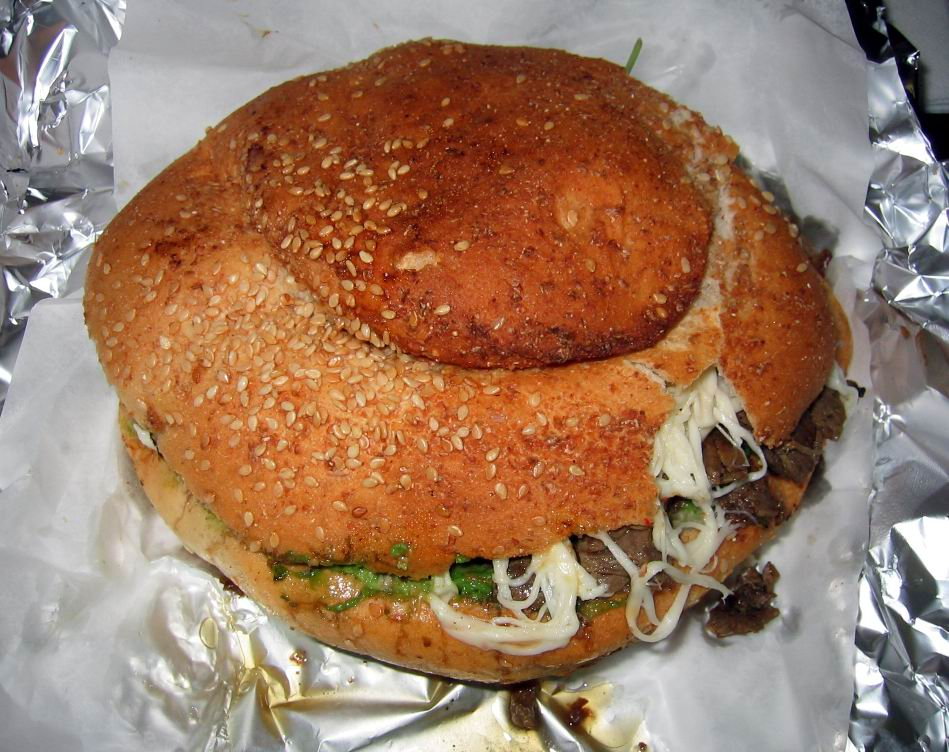
Una cemita poblana de aguacate, carne asada, chipotles adobados, quesillo y pápalo.

En México, las más famosas son famosas las cemitas de Puebla. Es un pan redondo de tamaño medio, un poco aplastado, cuya corteza es crujiente y se decora con ajonjolí. Se caracteriza por una especie de «nudo» encima.
Asimismo, cemita o semita ha pasado a referirse también al plato que se prepara con este pan, que es una torta (de aspecto similar a una hamburguesa) solo que en vez de usar telera se usa una semita, la cual se rellena de alguna carne (milanesa, pollo, jamón, pata de res, carne deshebrada, etc.), tradicionalmente acompañada de aguacate y papa, y sazonada con chipotle y pápaloquelites. Otros ingredientes comunes son cebolla, quesillo, jitomate, frijoles, chiles jalapeños o rajas.
Sin embargo, la cemita no es exclusiva de Puebla y tiene variantes regionales por todo el país, el chef Ricardo Muñoz Zurita recogió en su Diccionario enciclopédico de la Gastronomía Mexicana:
- En Chihuahua la cemita es un pan típico que se fermenta con tesgüino.[11] es un pan de masa de harina de trigo, azúcar, anís, canela, trigo y manteca de cerdo.
- En Coahuila se fermenta con pulque, por lo que también es llamada «cemita de pulque».[11] Se vende en ferias patronales.
- En Colima las cemitas son muy populares y existen de muchos tipos; la llamada «cemita de huevo» se prepara con harina de trigo, manteca de cerdo, miel de piloncillo, levadura, huevo, sal y agua. Con esta base se elaboran otras como la «cemita de tuba», que es similar a la anterior, pero sin huevo y se fermenta con tuba.[11]
- En el Istmo de Tehuantepec, las cemitas se preparan con una masa de harina de trigo, panela, asientos de chicharrón, manteca de cerdo, levadura y sal.[11]
- En Nuevo León, son famosas las semitas de Bustamante, que incluyen harina de trigo, agua, manteca de puerco, sal, polvo de hornear y lo que le confiere su sabor único: una combinación de pasitas, piloncillo y nuez.[12][13]
- En Sahuayo, Michoacán, la cemita es un pan suave, sin sésamo e incluye piloncillo, su sabor es diferente, pues agrega un tono dulce y delicioso; se suele acompañar de un vaso de leche, atole o de alguna bebida caliente.
- En Tlaxiaco, Oaxaca, se elaboran unas cemitas cuya masa se hace con harina de trigo, sal, grasa, agua y piloncillo.[14]
- En Zacatecas es un pan de harina de trigo integral, leche, canela y azúcar; suelen estar decoradas con acitrón, coco, nuez o pasitas y espolvoreadas con azúcar; es un pan muy tradicional del estado, que antiguamente se vendía en todas sus panaderías. La masa puede contener también coco o nuez como parte del pan o como adorno.[11] Existe una importante tradición en municipios del noroeste zacatecano, como Río Grande y Juan Aldama.

### Perú
En el Diccionario de gastronomía peruana tradicional (2006), de Sergio Zapata Acha, se describe la semita como «pan hecho de afrecho que antiguamente comía la gente pobre», y que en Cajamarca es un «pan de harina sin cernir, elaborado sobre todo en Semana Santa».
Sin embargo, la tradición de las semitas se está perdiendo en el Perú. El historiador peruano Javier Pulgar Vidal explica que la semita es «un pan moreno hecho a base de semitilla (harina de trigo que contiene algunas cascarillas y el germen) y afrecho, palabra más frecuente en Perú que salvado».

### Otros países
En Venezuela, particularmente en El Tocuyo, la acemita es un pan dulce de gran tamaño que contiene harina de trigo, huevo, mantequilla, levadura, canela, queso, azúcar, leche y melado de papelón. Nótese cómo en este caso no se produjo la aféresis del nombre (se mantuvo la a-). También en Costa Rica se elaboran acemitas, pero en este caso se refiere a unas pequeñas rosquillas de color café oscuro.